# Tomás Pascual
Tomás Pascual Sanz (Fuentemizarra, Segovia, 20 de diciembre de 1926 - Madrid, 16 de febrero de 2006) fue un empresario español, fundador de la corporación Leche Pascual.

## Biografía
Fundador y presidente de la corporación Leche Pascual, como empresario estuvo siempre muy vinculado a la provincia de Burgos y especialmente a Aranda de Duero. Cuando aún era un niño comenzó a vender bocadillos en la estación de trenes de Aranda de Duero, aprovechando que su padre regentaba la cantina de dicha estación. Más tarde, se dedicó a repartir mercancías junto con sus hermanos y hermanas, por la comarca durante varios años; primero en bicicleta, después en moto y finalmente en un camión alquilado.
Tomás Pascual fundó en 1950 Pascual Hermanos S. L., junto con sus hermanos Fidencio, Juan José y Pedro, en 1959 pusieron en marcha una fábrica de piensos y en 1966 comenzaron a criar cerdos, gallinas y vacas. En 1969 creó Leche Pascual S.A., empresa que fue pionera en introducir en España la uperisación de la leche y el envasado en tetra brik (1973) así como la leche desnatada y semidesnatada (1980). Además de productos lácteos, actualmente el grupo Pascual comercializa más de 300 productos de alimentación, elaborados en sus 22 plantas, tales como yogures, zumos, huevos, agua mineral, bebidas y otros productos, como cereales para el desayuno y piensos compuestos para el ganado.
En 1961 contrae matrimonio con Pilar Gómez-Cuétara, hija del fundador de Galletas Cuétara, con quien tuvo cuatro hijos: Tomás, Pilar, Sonia y Borja Pascual Gómez-Cuétara.

## Reconocimientos
Medalla de Oro al Mérito en el Trabajo, Medalla de Oro de la villa de Aranda de Duero, Medalla de Oro de Castilla y León (2006).
En 2011 se constituye la  Fundación Tomás Pascual y Pilar Gómez-Cuétara, ligada al Instituto Tomás Pascual para la Nutrición y la Salud y el Centro de Investigación en Valores Sociales y Empresariales. Hay una calle en su nombre en Benahavís, donde desarrolló una importante actividad inmobiliaria y turística a través del Grupo Inmobiliario La Quinta, y su ciudad natal Aranda de Duero se encuentra el Centro Educativo Tomás Pascual Sánz.